# Сейль-Умм-Алі
Сейль-Умм-Алі́ — дрібний острів в Червоному морі в архіпелазі Дахлак, належить Еритреї, адміністративно відноситься до району Дахлак регіону Семіен-Кей-Бахрі.

## Географія
Розташований біля південного берега острова Дахлак. Має видовжену зі сходу на захід неправильну форму. Довжина острова 300 м, ширина не перевищує 120 м. Острів облямований піщаними мілинами.